# هاري هارفي
هاري هارفي (بالإنجليزية: Harry Harvey)‏ هو ممثل أمريكي، ولد في 10 يناير 1901 في الولايات المتحدة، وتوفي بنفس المكان في 27 نوفمبر 1985.

## أعمال

### أفلام
- (1942) كبرياء اليانكيز
- (1948) الوجه الأمهق
- (1952) ظهيرة مشتعلة
- (1954) 20000 فرسخ تحت الماء[4]
- (1954) قصة جلين ميلر
- (1965) القط بالو
- (1970) المطار[5][6][7]

## وصلات خارجية
- هاري هارفي على موقع IMDb (الإنجليزية)
- هاري هارفي على موقع أول موفي (الإنجليزية)
- هاري هارفي على موقع قاعدة بيانات الفيلم (الإنجليزية)